# José Luis Gerardo Ponce de León

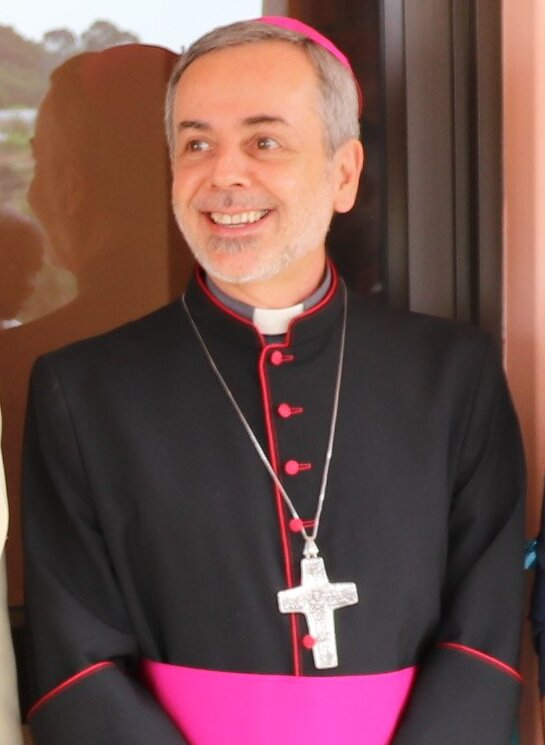
José Luis Gerardo Ponce de León, 2018

José Luís Gerardo Ponce de León IMC (* 8. Mai 1961 in Buenos Aires) ist ein argentinischer Ordensgeistlicher und römisch-katholischer Bischof von Manzini.

## Leben
José Luís Gerardo Ponce de León trat der Ordensgemeinschaft der Consolata-Missionare  am 9. Januar 1983 bei, legte die Profess am 28. Dezember 1985 ab und empfing am 2. August 1986 die Priesterweihe.
Papst Benedikt XVI. ernannte ihn am 24. November 2008 zum Titularbischof von Maturba und zum Apostolischen Vikar von Ingwavuma. Die Bischofsweihe spendete ihm der Apostolische Nuntius in Südafrika, James Patrick Green, am 18. April 2009; Mitkonsekratoren waren Buti Joseph Tlhagale OMI, Erzbischof von Johannesburg, und Michael Rowland OFM, Altbischof von Dundee.
Papst Franziskus ernannte ihn am 29. November 2013 zum Bischof von Manzini. Die Amtseinführung fand am 26. Januar des folgenden Jahres statt. Bis zur Ernennung seines Nachfolgers Mandla Siegfried Jwara am 30. April 2016 war er als Apostolischer Administrator mit der Verwaltung des Apostolischen Vikariats Ingwavuma beauftragt.